# Orobanche crenata
Espèce
Orobanche crenata, l'orobanche crénelée, est une plante herbacée parasite de la famille des Orobanchaceae. Elle est dépourvue de chlorophylle.

## Taxonomie
L'espèce Orobanche crenata est décrite par Peter Forsskål en 1775.
Synonyme :
- Orobanche speciosa DC.

## Description
Plante robuste atteignant 60 cm fleurissant d'avril à juin. Inflorescence générale longue et dense corolle longue de 14 à 25 mm  crénelée, blanche ou blanc-rosé veiné de pourpre, jaunâtre à l'extérieur, lobes de la corolle assez grands, qui s'étalent à maturité, denticulés et frisés à la marge. Parasite les fabacées : on la trouve notamment associée aux cultures de légumineuses (dont les fèves) ou dans des friches de fabacées annuelles (Vicia spp.). Nombre chromosomique : 2n = 38. 

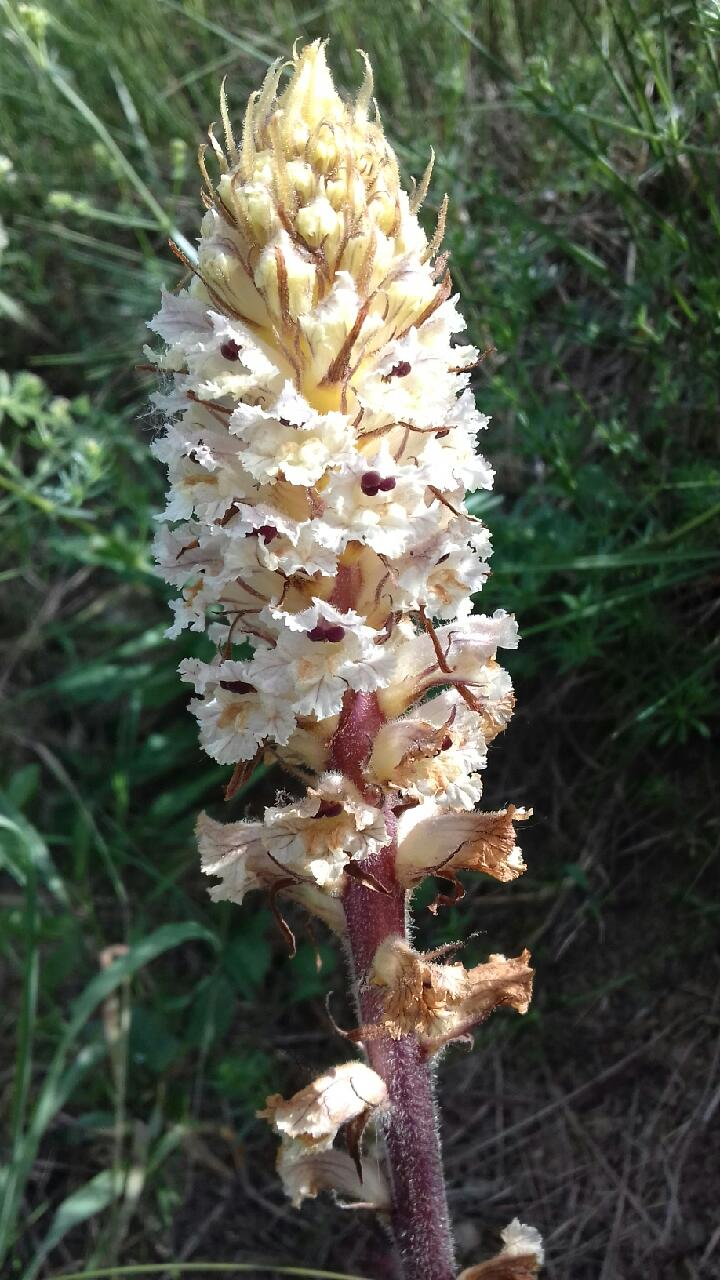
Photo d'Orobanche crenata prise à Bages (Pyrénées-Orientales)

## Habitat et répartition
Biogéographie : Méditerranée, Caucase, Iran. Dans certains pays et notamment en Afrique du Nord cette plante est invasive et considérée comme une "peste végétale". Des dizaines de milliers d'hectares de culture, de légumineuses en ont pâti au point d'être abandonnées, particulièrement en Haute-Égypte.